# Monetazione greca arcaica

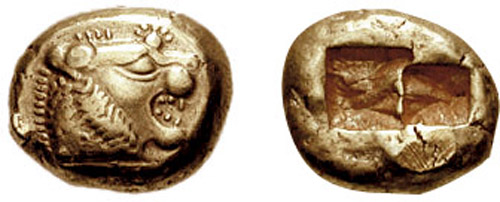
Lidia. Inizi VI secolo a.C. Moneta di elettro

Nell'ambito della monetazione greca arcaica ricadono quelle monete emesse dalle civiltà del Mediterraneo nel periodo che intercorre tra la nascita della moneta e le guerre persiane
Agli inizi le monete erano relativamente grezze rispetto agli standard successivi. Avevano una forma globulare, a forma di fagiolo. La "creseide" era fatta in elettro, una lega naturale di oro ed argento, che si trovava nelle sabbie aurifere del fiume Pattolo, fiume che scorre per Sardi, la capitale della Lidia
Verso la metà del VI secolo a.C. divenne re della Lidia Creso, che introdusse il bimetallismo: furono emesse quindi monete in oro e monete in argento, anziché in una lega tra i due metalli.

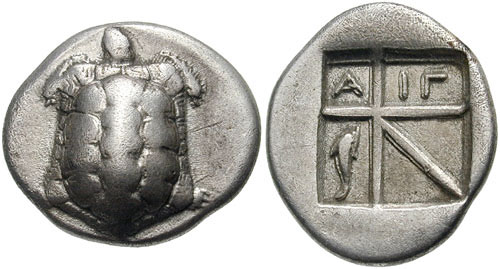
Egina. (fine V secolo a.C.) - Dracma: Tartaruga / Quadrato incuso quadripartito.

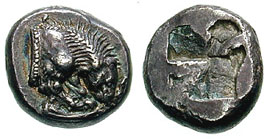
Velia. (535-510 a.C.) - Dracma: Protome di leone che divora un cervo / Quadrato incuso quadripartito.

Dopo la conquista della Lidia da parte di Ciro il Grande nel 546 a.C. la moneta si sposta verso occidente. Probabilmente la prima polis europea a battere moneta è Egina, situata sull'isola omonima.
Subito dopo ha inizio la monetazione di Atene, Corinto, Chalkis ed Eretria. In questo momento nascono due standard ponderali: 
- standard eginetico: uno statere (o didramma) d'argento di ca. 12 g. Si diffonde nella Grecia centrale, Peloponneso ed Isole egee.
- standard attico: didramma di ca. 8,5 g e poi tetradramma di ca. 17 g, che si diffonderà più tardi, in seguito al diffondersi dell'egemonia della città in tutto il mondo greco.

Verso la fine del VI secolo la moneta raggiunge anche l'Italia meridionale e la Sicilia. 
A cavallo tra la fine del VI e l'inizio del V secolo in Magna Grecia è presente il fenomeno della monetazione incusa.
Le prime monete erano marcate con un disegno geometrico o con un simbolo che indicava la città di provenienza.  In genere il disegno che le caratterizzava era impresso su un solo lato (conio di incudine), mentre sull'altro c'era il segno del punzone utilizzato per spingere il metallo. Quindi rimaneva in incuso la traccia del punzone.

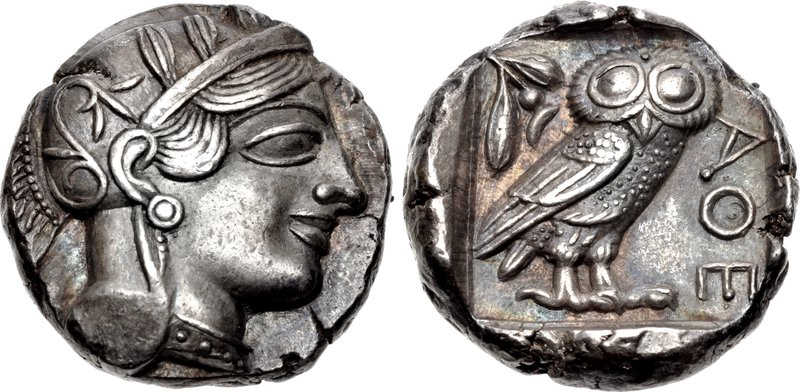
Tetradracma di Atene, V secolo a.C. - Periodo Arcaico

Con il miglioramento delle tecniche di produzione, le monete divennero più standardizzate, a forma di piccoli dischi metallici. Divenne abituale l'abitudine di porre una rappresentazione della divinità protettrice della città o animali simbolici come la civetta sacra ad Atena nelle monete ateniesi.
Il mondo greco era diviso in un migliaio di città (πολεις) indipendenti e la maggior parte di queste emisero le proprie monete. Tuttavia per facilitare il commercio tra le città con il tempo le monete furono battute in valori standard, anche se contrassegnate ognuna con i simboli della città che le aveva emesse. Qualcosa di simile alle monete dell'Euro, in cui è riconoscibile lo stato che le ha battute ma che sono valide in tutta la zona Euro. La dracma divenne l'unità di scambio più diffusa. 
Verso il 510 a.C. Atene iniziò a produrre una moneta da quattro dracme, il tetradramma, che fu usata in tutto il mondo greco e che rifletteva la crescente egemonia di Atene.
Con la fine delle guerre persiane dopo la battaglia di Salamina gradualmente la monetazione greca, come peraltro l'arte greca in generale, passa dal periodo arcaico a quello classico.

## Altre immagini

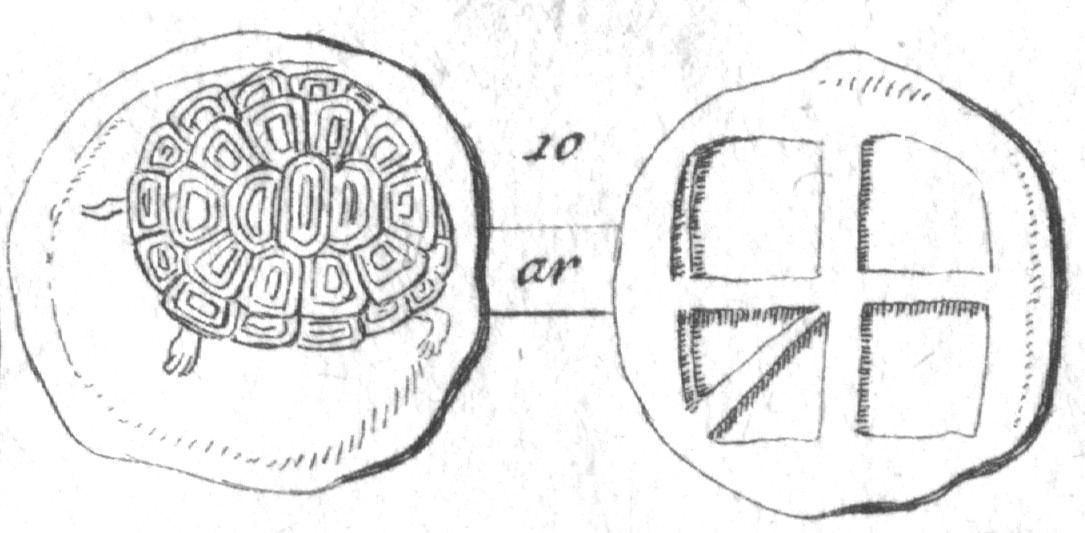
Aegina (da Eckhel)
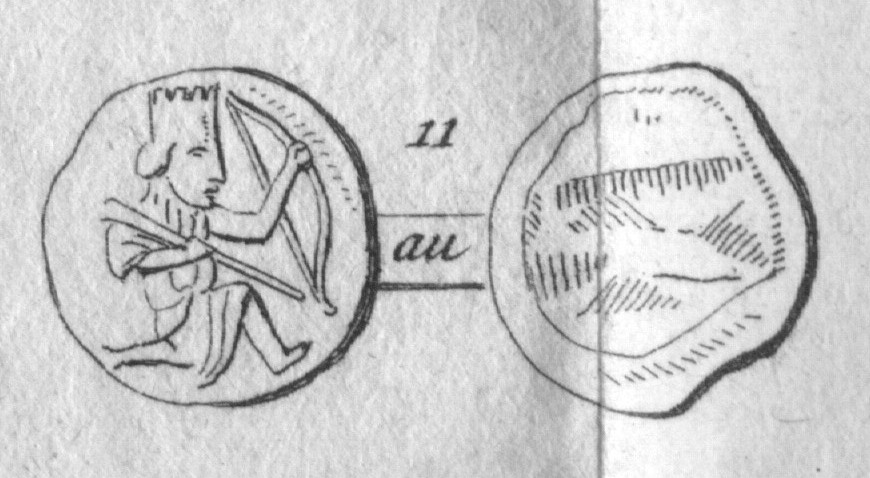
Dareikos (da Eckhel)
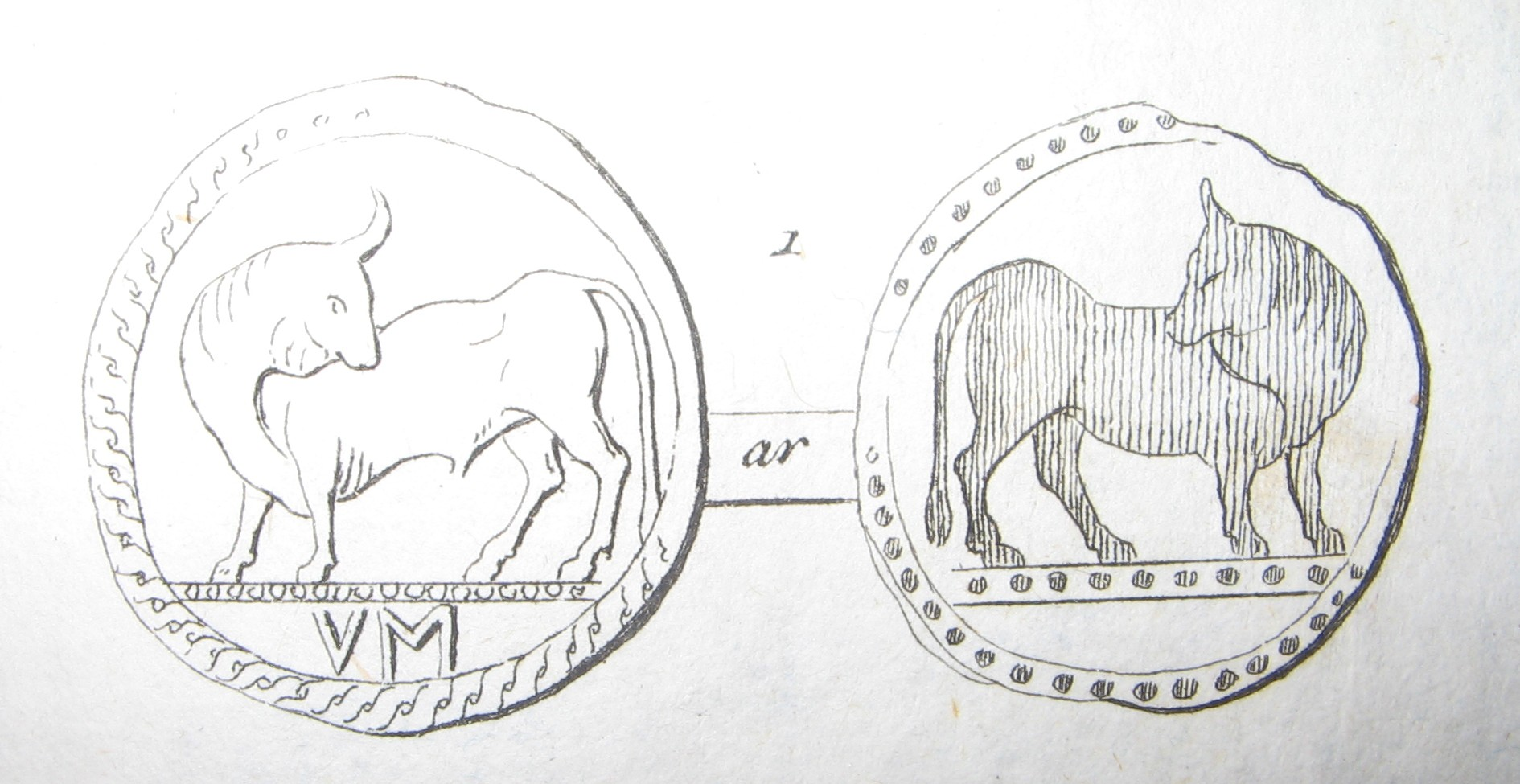
Sybaris (da Eckhel)

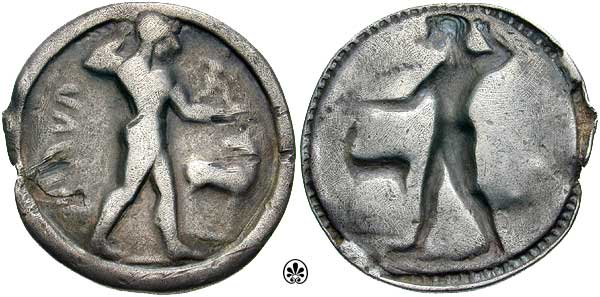
Kaulonia
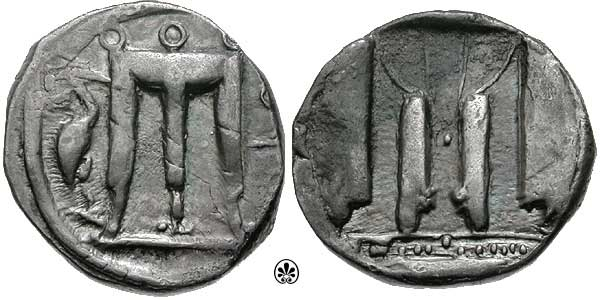
Kroton
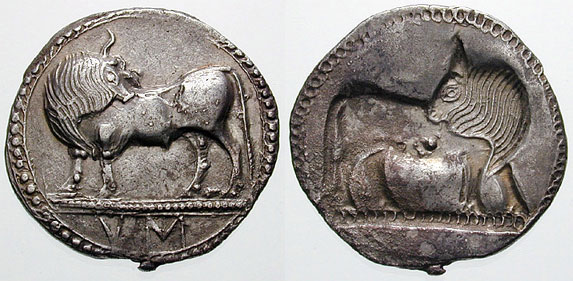
Sybaris

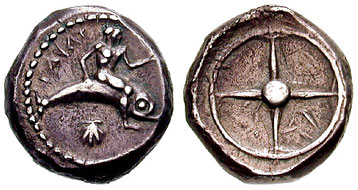
Calabria: Tarentum.
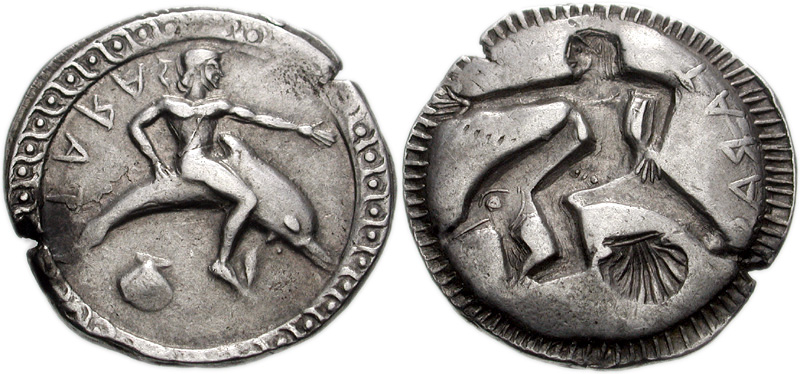
Calabria: Tarentum